# Sintrofía
En biología, sintrofía, sintrofia, o alimentación cruzada (del griego syn que significa juntos, trophe que significa alimento) es el fenómeno de una especie que vive de los productos metabólicos de otra especie. En este tipo de interacción biológica, el crecimiento de uno depende de los nutrientes, factores de crecimiento o sustratos proporcionados por el otro. Se describe la sintrofia como "la interdependencia crítica entre el productor y el consumidor". Este término para interdependencia nutricional se usa a menudo en microbiología para describir esta relación simbiótica entre especies bacterianas. Se ha descrito el proceso como "metabolismo obligatoriamente mutualista".

## Sintrofia microbiana
La sintrofia juega un papel importante en un gran número de procesos microbianos.
La característica definitoria de rumiantes, como vacas y cabras, es un estómago llamado rumen. El rumen contiene miles de millones de microbios, muchos de los cuales son sintróficos. Un excelente ejemplo de esta sintrofia es la transferencia de hidrógeno entre especies. Algunos microbios fermentadores anaeróbicos en el rumen (y otros tractos gastrointestinales) son capaces de degradar la materia orgánica a ácidos grasos de cadena corta e hidrógeno. El hidrógeno acumulado inhibe la capacidad del microbio para continuar degradando la materia orgánica, pero la presencia de microbios sintróficos que consumen hidrógeno permite un crecimiento continuo al metabolizar los productos de desecho. Además, las bacterias fermentativas obtienen el máximo rendimiento energético cuando los protones se utilizan como aceptores de electrones con la producción simultánea de H2. Los organismos consumidores de hidrógeno incluyen metanógenos, sulfato-reductores, acetógenos y otros. Algunos productos de fermentación, como los ácidos grasos de más de dos átomos de carbono, los alcoholes de más de un átomo de carbono y los ácidos grasos aromáticos y de cadena ramificada, no se pueden usar directamente en la metanogénesis.
En los procesos de acetogénesis, estos productos se oxidan a acetato y H2 por bacterias reductoras de protones obligadas en relación sintrófica con arqueas metanogénicas, ya que una presión parcial de H2 baja es esencial para que las reacciones acetogénicas sean termodinámicamente favorables.
El número de células bacterianas que viven sobre o dentro del cuerpo humano, por ejemplo, a lo largo del canal alimentario y sobre la piel, es del mismo orden de magnitud que las células humanas. Estos microbios son vitales, por ejemplo, para el funcionamiento del sistema digestivo e inmunológico.
Otro ejemplo son los muchos organismos que se alimentan de heces o estiércol. La dieta de una vaca consiste principalmente en pasto, cuya celulosa es transformada en lípidos por microorganismos en el intestino grueso de la vaca. Estos microorganismos no pueden utilizar los lípidos debido a la falta de oxígeno en el intestino, por lo que la vaca no absorbe todos los lípidos producidos. Cuando la hierba procesada sale del intestino como estiércol y sale al aire libre, muchos organismos, como el escarabajo pelotero, se alimentan de ella.
Otro ejemplo más es la comunidad de microorganismos en el suelo que viven de la hojarasca. Las hojas suelen durar un año y luego se reemplazan por otras nuevas. Estos microorganismos mineralizan las hojas descartadas y liberan nutrientes que son absorbidos por la planta. Tales relaciones se denominan sintrofia recíproca porque la planta vive de los productos de los microorganismos. Muchas relaciones simbióticas se basan en la sintrofia.

### Biodegradación de contaminantes
Las redes alimentarias microbianas sintróficas pueden desempeñar un papel integral en la descomposición de contaminantes orgánicos como aceites, compuestos aromáticos y aminoácidos.
La contaminación ambiental con petróleo es de gran importancia ecológica, pero puede ser mediada a través de la degradación sintrófica. Los alcanos son cadenas de hidrocarburos que son el principal componente químico de los petróleos crudos y han sido descompuestas experimentalmente por redes alimentarias microbianas sintróficas. Los hidrocarburos del aceite se descomponen después de la activación por fumarato, un compuesto químico que es regenerado por otros microorganismos. Sin regeneración, los microbios que degradan el aceite eventualmente se quedarían sin fumarato y el proceso cesaría. Este desglose es crucial en los procesos de biorremediación y el ciclo global del carbono.
Las comunidades microbianas sintróficas son actores clave en la descomposición de compuestos aromáticos, que son contaminantes comunes. La degradación del benzoato aromático a metano produce muchos compuestos intermedios como formiato, acetato, CO2 y H2. La acumulación de estos productos hace que la degradación del benzoato sea progresivamente menos favorable. Estos intermediarios pueden luego ser absorbidos y metabolizados sintróficamente por metanógenos para hacer que todo el proceso sea termodinámicamente más favorable.
Los estudios han demostrado que la degradación bacteriana de aminoácidos se puede mejorar significativamente a través del proceso de sintrofia. Los microbios que crecen pobremente en sustratos de aminoácidos alanina, aspartato, serina, leucina, valina y glicina pueden tener su tasa de crecimiento dramáticamente aumentada por los secuestradores de H2 sintróficos. Estos carroñeros, como Metanospirillum y acetobacteria, metaboliza los desechos de H2 producidos durante la descomposición de los aminoácidos, evitando una acumulación tóxica. Otra forma de mejorar la descomposición de los aminoácidos es a través de la transferencia de electrones entre especies mediada por formiato. Especies como Desulfovibrio emplean este método.

## Mecanismo metabólico
La razón principal detrás de una relación sintrófica entre dos organismos bacterianos se generaliza como una relación en la que la actividad metabólica de cada participante no puede superar de forma independiente la presión termodinámica de la reacción en condiciones estándar, incluso cuando se agrega un cosustrato o nutriente al medio ambiente. Por lo tanto, se requiere la cooperación del otro participante para reducir el tamaño del grupo intermedio.
El cultivo de Methanobacillus omelianskii es un ejemplo clásico en la demostración de cómo se pueden llevar a cabo dos reacciones separadas y desfavorables mediante interacciones sintróficas. Organismos S y organismos Mo H de Methanobacillus omelianskii oxida el etanol en acetato y metano mediante un proceso llamado transferencia de hidrógeno entre especies. Los individuos del organismo S se observan como bacterias anaerobias obligadas que utilizan etanol como donante de electrones, mientras que Mo H (Methanobacterium bryantii cepa Mo H) son metanógenos que oxidan gas hidrógeno para producir metano. Estas dos reacciones metabólicas se pueden mostrar de la siguiente manera:
Organismo S: 2 CH3CH2OH + 2 H2O → 2 CH3COO− + 2 H+ + 4 H2 (ΔG°' = +19 kJ)
Cepa M.o.H.: 4 H2 + CO2 → CH4 + 2 H2O (ΔG°' = -131 kJ)
Los compuestos orgánicos complejos como el etanol, el propionato, el butirato y el lactato no se pueden usar directamente como sustratos para la metanogénesis por metanógenos. Por otro lado, la fermentación de estos compuestos orgánicos no puede ocurrir en microorganismos fermentadores, a menos que los metanógenos reduzcan la concentración de hidrógeno a un nivel bajo. En este caso, el hidrógeno, un compuesto transportador de electrones (mediador), se transporta desde la bacteria en fermentación hasta el metanógeno a través de un proceso llamado transferencia de electrones entre especies mediada, donde el mediador se transporta por un gradiente de concentración creado por una reacción redox acoplada termodinámicamente favorable.